# Pietro Lippomano
Pietro Lippomano (Venetië, 1504 – Edinburgh, 9 augustus 1548) was bisschop van Bergamo (1516-1544) en van Verona (1544-1548); beide bisdommen lagen in de republiek Venetië. Daarnaast was deze patriciër uit Venetië titulair abt van enkele abdijen.

## Levensloop

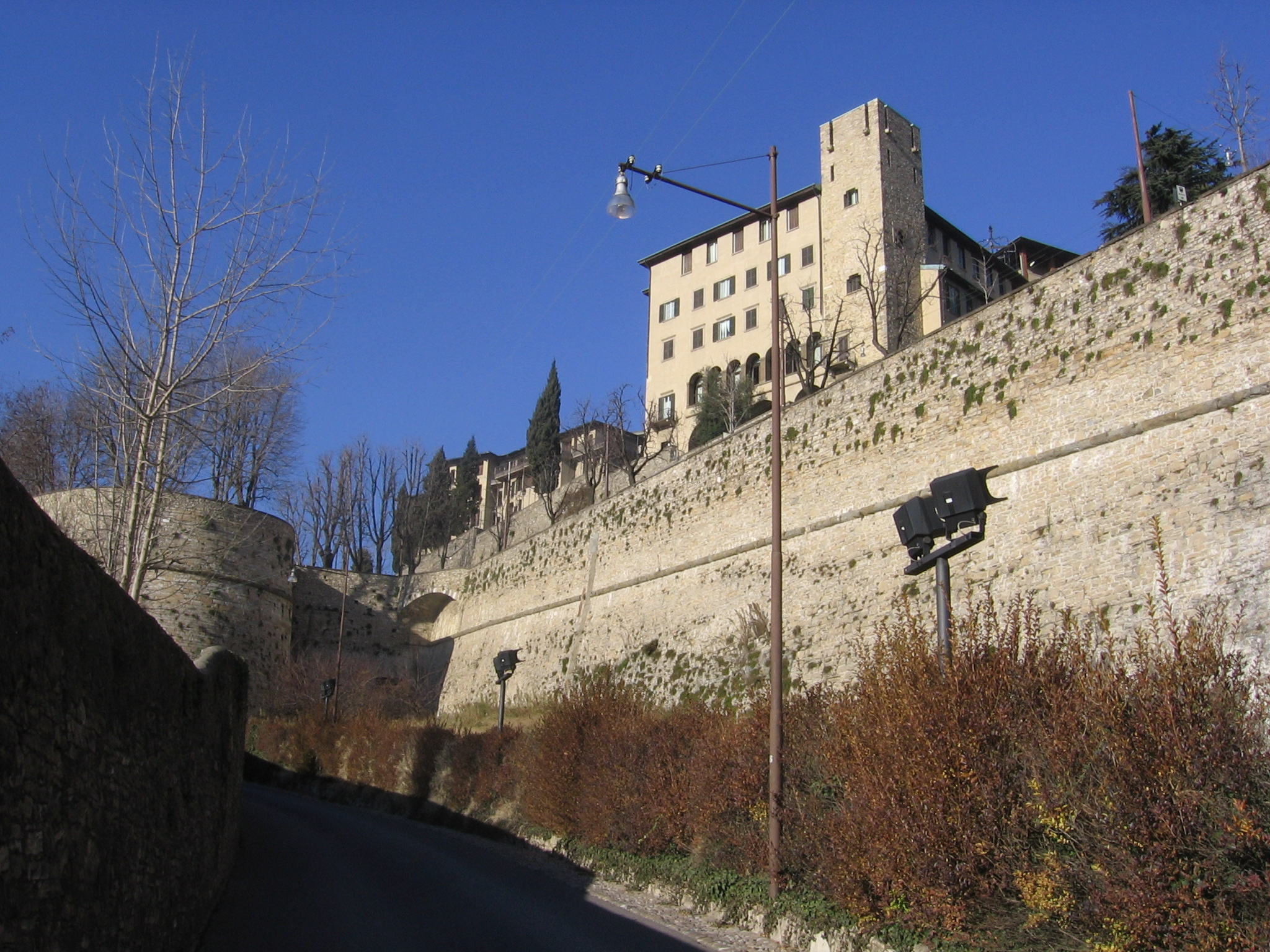
Venetiaanse stadsmuren van Bergamo, Italië

Lippomano was een zoon van het echtpaar Girolamo di Tommaso en Paola Vendramin di Bartolomeo, telgen van Venetiaanse patriciërsfamilies. Vader had financiële zorgen nadat zijn bank failliet was verklaard. Vandaar moest oom Nicolo, protonotaris in de Pauselijke Curie en bisschop van Bergamo, de financiën van het gezin behartigen.
Als vijfjarige werd Lippomano kanunnik (1509) in de kathedraal van Padua en nadien titulair abt van de abdij van Ossero (1515). Met deze inkomsten kon Lippomano studeren. Van 1515 tot 1519 studeerde Lippomano canoniek recht aan de universiteit van Bologna. 

### Bisschop van Bergamo
In 1516 - Lippomano was een twaalfjarige student - werd hij tot bisschop van Bergamo benoemd. Om deze benoeming mogelijk te maken was zijn oom Nicolo afgetreden en genoot deze van een jaarlijkse rente van 300 dukaten waarmee hij niet alleen Lippomano maar ook nog een andere neef onderhield. Aangezien Lippomano nog niet tot bisschop gewijd kon worden, moest hij een coadjutor betalen die het bisdom Bergamo bestuurde. In 1521 werd hij titulair abt van Galgario. Zijn vader verbleef in Rome, bij de Curie om de kerkelijke relaties voor zijn zoon uit te bouwen. Het leverde Lippomano nog drie prebenden van abdijen op: de San Gervasio en Protasioabdij in Brescia, de San Ciprianoabdij in Murano en deze van Asola in Brescia (1525-1526). Vader Lippomano overleed in gevangenschap tijdens de slachtpartij en plundering van Rome (1527).
In 1530 ontving Lippomano de bisschopswijding. In deze periode sloot Lippomano zich aan bij het gezelschap Confraternita di San Nicola di Tolentino. Dit gezelschap bestond uit machtige prelaten in Rome, onder meer de latere paus Paulus IV. In Bergamo onderdrukte bisschop Lippomano de lutheranen met decreten en straffen. Zo sleepte hij een boekhandelaar en een advocaat voor de Inquisitie.

### Bisschop van Verona
Bisschop Lippomano werd overgeplaatst naar Verona in 1544; Bergamo moest hij overlaten aan een neef Luigi. In Verona woonde hij niet. 
Lippomano verhuisde naar Rome en liet het bisdom Verona over aan zijn broer Giovanni. Dit viel in slechte aarde bij de concilievaders die het Concilie van Trente voorbereidden: een residerende bisschop was namelijk een actiepunt in de Contrareformatie. Om een schandaal te vermijden stuurde paus Paulus III hem naar het koninkrijk Schotland op diplomatieke missie. Lippomano liet zich hierbij steunen door gegoede Venetianen in diplomatieke dienst. In 1548 verbleef hij eerst aan het hof van koning Hendrik II van Frankrijk om het huwelijk te steunen van de dauphin Frans II met Maria Stuart. Hij reisde door naar Edinburgh (1548). Daar kwam hij ziek aan. Omwille van het oproer in Edinburgh en gevechten tussen protestanten en katholieken is het niet duidelijk waar Lippomano begraven werd. De drie meest waarschijnlijk geachte plaatsen zijn de abdij naast het Palace of Holyroodhouse, de St Giles' Cathedral en de Greyfriars' Kirk.